# ベルファスト (軽巡洋艦)
ベルファスト (HMS Belfast, C35) は、イギリス海軍の、いわゆるタウン級軽巡洋艦（サウサンプトン級第3群・エディンバラ級軽巡洋艦）。艦名は北アイルランドの首府ベルファストに因み、イギリス海軍においてこの名を持つ初の艦であった。
退役後の1971年に博物館船として大英帝国戦争博物館分館となり、テムズ川南端のプール・オブ・ロンドンで展示されている。

## 設計

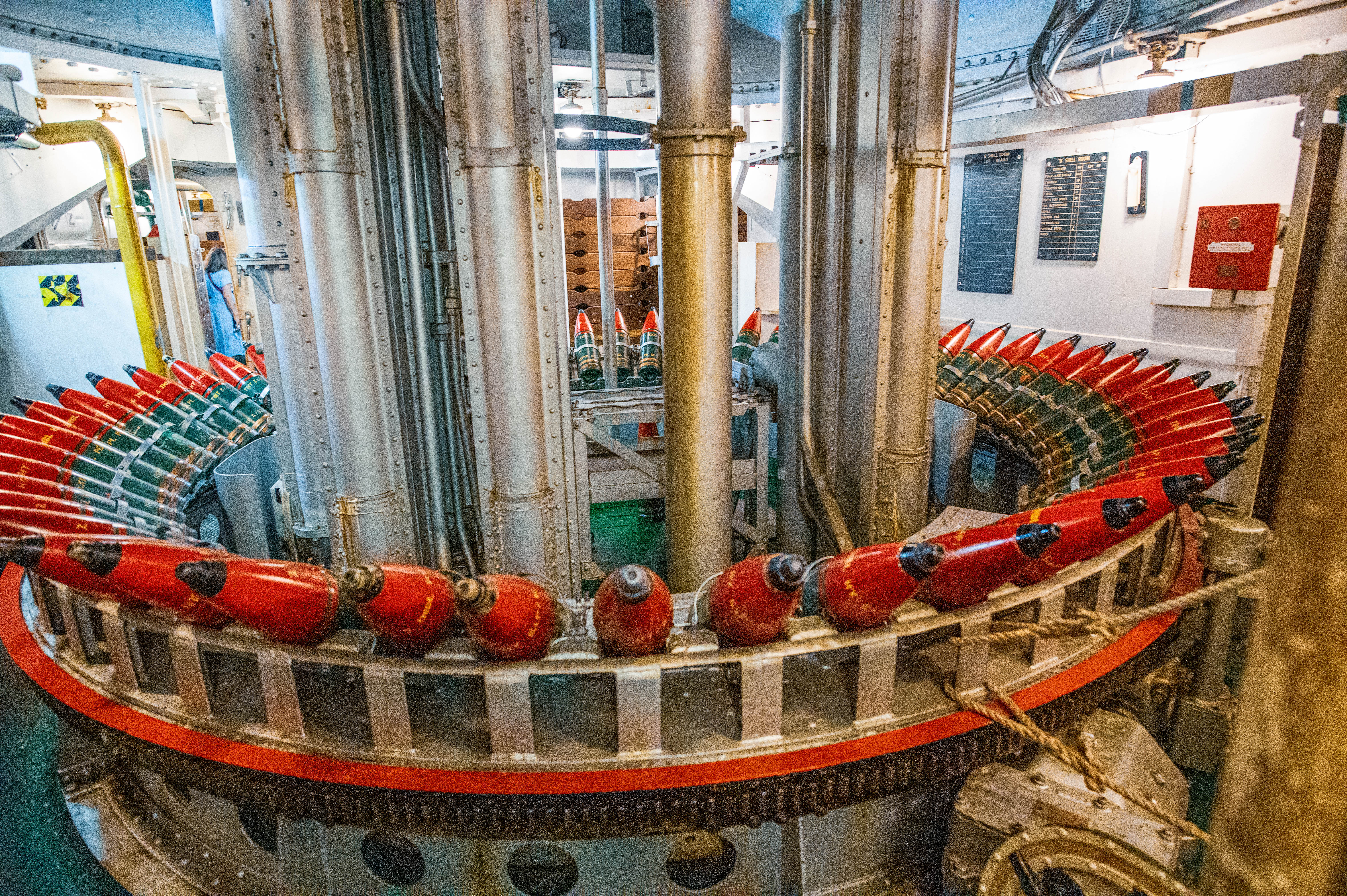
「ベルファスト」主砲塔下層の装填機構。6インチ砲弾が円形に配されている。

タウン級は、1933年に海軍本部が日本海軍の最上型への対抗として建造したものであった。海軍本部の要求では、8インチ (200 mm)砲弾の直撃に耐えられる装甲、速力32ノット (59 km/h)、主武装として6インチ (150 mm)砲12門を搭載する9,000トン級巡洋艦が必要とされていた。広範囲の哨戒を可能とするために水上機搭載も要求され、さらに同級は対空火器による個艦防空能力を持たせることになっていた。
海軍造船局長の下で、1933年に新たな設計が行われた。最初の艦級である9,100トンのサウサンプトン級軽巡洋艦「サウサンプトン」と「ニューカッスル」は、1933年の設計案に基づいて発注された。さらに3隻がこの設計で建造された。次に1935年から1936年にかけて、わずかに大型化した9,400トンのグロスター級軽巡洋艦3隻が建造された。
1935年まで、海軍本部はこれら軽巡洋艦の火力を向上させて、日本海軍の最上型やアメリカ海軍のブルックリン級軽巡洋艦の火力に匹敵するものにしようと熱心であった。想定される両艦級とも15門の6インチ砲で武装していた。海軍本部は、5基の三連装砲塔を主武装とする設計は非現実的であるとして却下し、4基の四連装砲塔を装備する代替案も実用的な四連装砲塔を開発できないとして却下された。1936年5月、海軍本部は三連装砲塔を搭載することに決め、その改良された設計により甲板装甲の増強が可能になった。この改良型は10,000トンのエディンバラ級軽巡洋艦となり、艦級名は本艦の姉妹艦で1番艦である「エディンバラ」に因んで名付けられた。
完成時、「ベルファスト」の全長は613フィート6インチ (187.0 m)、幅は63フィート4インチ (19.3 m)、喫水は17フィート3インチ (5.3 m)であった。海上公試中の基準排水量は10,420ロングトン (10,590 t)であった。4基の海軍本部式三胴型重油専焼水管ボイラーで発生した蒸気により、パーソンズ式ギアード蒸気タービンを回転させ、4本のプロペラシャフトを駆動した。速力32.5ノット (60.2 km/h; 37.4 mph)を発揮し、2,400ロングトン (2,400 t)の燃料油を積載した。最大航続距離は13ノット (24 km/h; 15 mph) 時で8,664海里 (16,046 km; 9,970 mi)であった。
「ベルファスト」の主兵装は、4基の三連装砲塔（Mk XXII砲架）に設置された計12門のMk XXIII 6インチ砲で構成されていた。これらは海軍本部式射撃盤（AFCT）によって管制された。1門あたりの発射速度は毎分最大8発で、全砲の合計最大発射速度は毎分96発であった。副砲として、MkXVI  4インチ高角砲 12門を連装砲架で6基設置した。当初の近距離対空兵装は、2ポンド 八連装ポンポン砲2基16門と、 62口径12.7mm四連装機銃2基8門であった。また、三連装水上魚雷発射管2基に計6本のMk IV 21インチ（533 mm）魚雷を、対潜兵装としてMk VII爆雷15発をそれぞれ搭載していた。

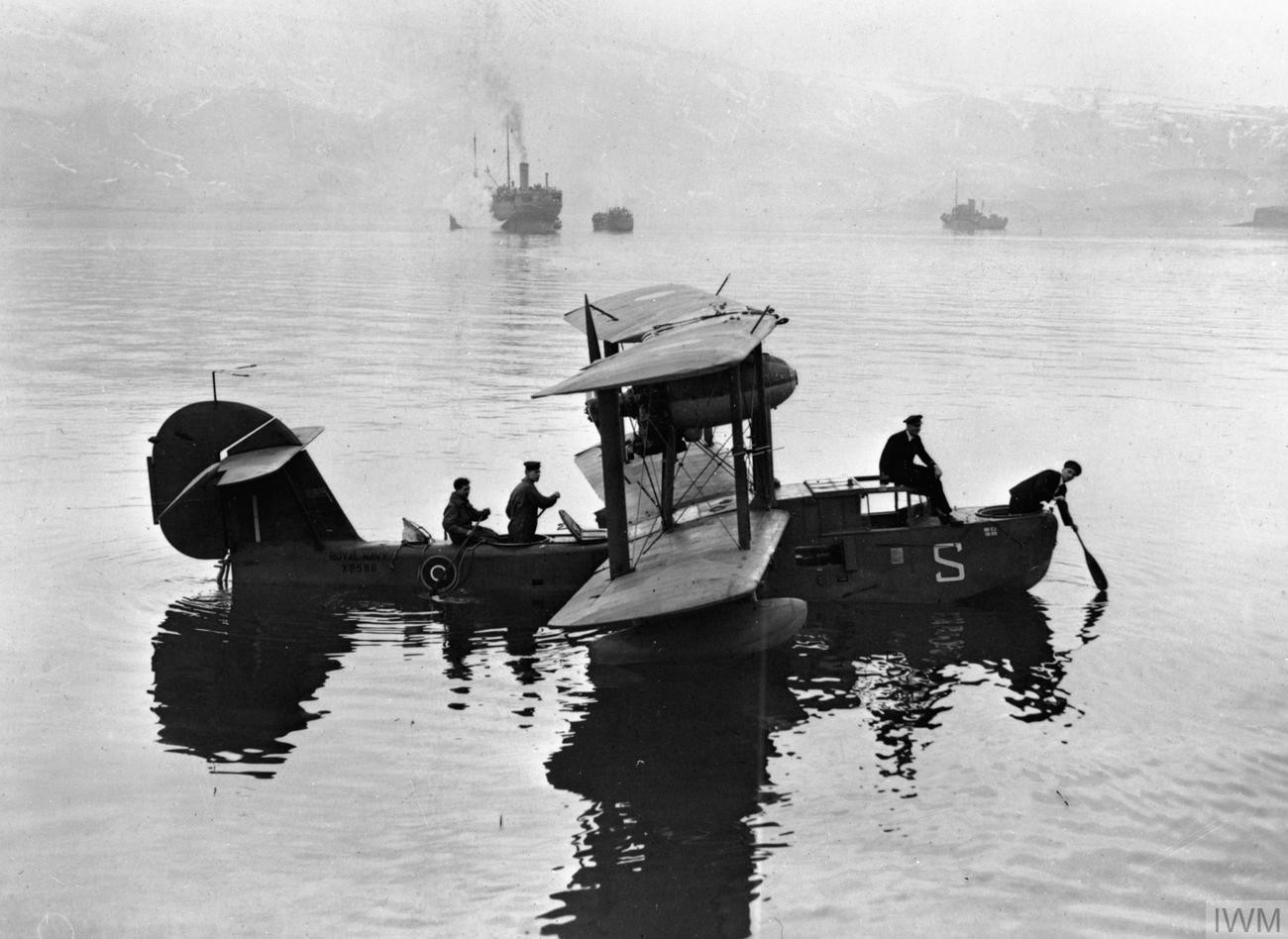
「ベルファスト」搭載のウォーラス飛行艇。

「ベルファスト」は4.5インチ (114 mm)の主装甲帯で防護され、甲板装甲は弾薬庫上に3インチ (76 mm)、機関室上に2インチ (51 mm)厚で施されていた。6インチ主砲塔は最大4インチ (102 mm)の装甲で守られていた。
「ベルファスト」の搭載航空機は、カタパルトで射出される2機のスーパーマリンウォーラス水陸両用飛行艇であった。これらの機体は艦橋後方に設けられたD1H型カタパルトから射出され、前部煙突両側に取り付けられた2基のトラスクレーンによって海面から回収することができた。機体は艦隊航空隊第700海軍航空隊「ベルファスト」分遣隊によって運用され、艦橋後方の2つの格納庫に収納された。

## 艦歴
「ベルファスト」は1936年9月21日にハーランド・アンド・ウルフ造船所に発注され、1936年12月10日に起工した。本艦の想定建造費用は2,141,514ポンドに上り、そのうち、主砲は75,000ポンド、航空機（2機のウォーラス飛行艇）は66,500ポンドだった。1938年3月17日の聖パトリックの祝日に、首相ネヴィル・チェンバレンの妻であるアン・チェンバレンの手によって進水した。進水式はパテ・ニュースによって撮影された。1939年3月から8月にかけて「ベルファスト」は艤装工事と海上公試が行われた。

### 就役
「ベルファスト」は1939年8月3日にポーツマスへ向けて出航し、第二次世界大戦勃発1ヶ月前の1939年8月5日に初代艦長G・A・スコット大佐の指揮の下で就役した。本艦の乗員は761名で、最初の配属先は本国艦隊第2巡洋艦戦隊であった。8月14日、「ベルファスト」は最初の演習である「ヒッパー作戦」に参加し、大西洋への脱出を試みるドイツ海軍通商破壊艦役を演じた。演習において「ベルファスト」は危険なペントランド海峡を航行することにより、対抗部隊である本国艦隊の迎撃を回避することに成功した。
1939年8月31日、ベルファストは第18巡洋艦戦隊に編入された。オークニー諸島のスカパ・フローを拠点とする第18巡洋艦戦隊は、ドイツ艦船の海上封鎖を試みるイギリス側戦力の一部だった。翌日、ドイツはポーランドに侵攻し、イギリスとフランスは9月3日に宣戦布告した。同日午前11時40分、「ベルファスト」は「ドイツに対する敵対行為を直ちに開始せよ」というメッセージを受け取った。

### 敵船捕獲
9月8日、「ベルファスト」は巡洋戦艦「フッド」、「レナウン」、「ベルファスト」の姉妹艦「エディンバラ」、駆逐艦4隻と共にスカパ・フローから出撃し、ノルウェーから帰国しようとするドイツ艦船の迎撃を目的とした哨戒に向かった。特に、北ドイツ・ロイドの定期船「オイローパ」を捜索することになっていた。だが、この哨戒で敵艦船は見つからなかった。9月25日、ベルファストは損傷した潜水艦「スピアフィッシュ」を救援するための艦隊行動に参加し、その間ドイツ空軍のJu88（アドラー戦闘団所属機）から空襲を受けて「フッド」が損傷したが、本艦は無傷だった。
1939年10月1日、「ベルファスト」は北海での哨戒のためスカパ・フローを出航した。10月5日、「ベルファスト」は6隻の捕鯨船と共に航行していた中立国ノルウェーの捕鯨母船を発見し、臨検を行った。10月8日、中立国スウェーデンの商船「C・P・リルイェヴァッハ」を発見したが、悪天候のため追跡も臨検もしなかった。翌日、「ベルファスト」の臨検隊はノルウェー船「タイ・イン」に乗り込んだ。「タイ・イン」は海軍本部によって不審船としてリストアップされていたため、「ベルファスト」の拿捕艦船回航員が調査のために「タイ・イン」をカークウォールまで移動させた。10月9日、「ベルファスト」はフェロー諸島北西50マイル (80 km)地点でドイツの定期船「カップ・ノルテ」(13,615トン)を迎撃した。「カップ・ノルテ」は、中立国スウェーデンの船「アンコーナ」に偽装してブラジルからドイツへ帰国しようとしていた。乗客にはドイツ軍予備役兵も含まれていた。そのため、海軍本部の賞金分配規則に基づき「ベルファスト」の乗員は後に賞金を受け取ることとなった。
10月12日、「ベルファスト」の臨検隊はスウェーデン船「ウッデホルム」に乗り込み、この船も拿捕艦船回航員によってカークウォールへ送られた。帰投した10月13日から14日にかけての夜、「ベルファスト」は敵機の空襲が予想されるという諜報報告を受けて、スカパ・フローに停泊していたわずかな艦艇の1隻であった。その夜、戦艦「ロイヤル・オーク」が停泊地に侵入したギュンター・プリーン率いる潜水艦「U-47」の魚雷攻撃を受けた。「ロイヤル・オーク」沈没の翌朝、「ベルファスト」はユー湖に向けて出航した。

### 触雷と修理

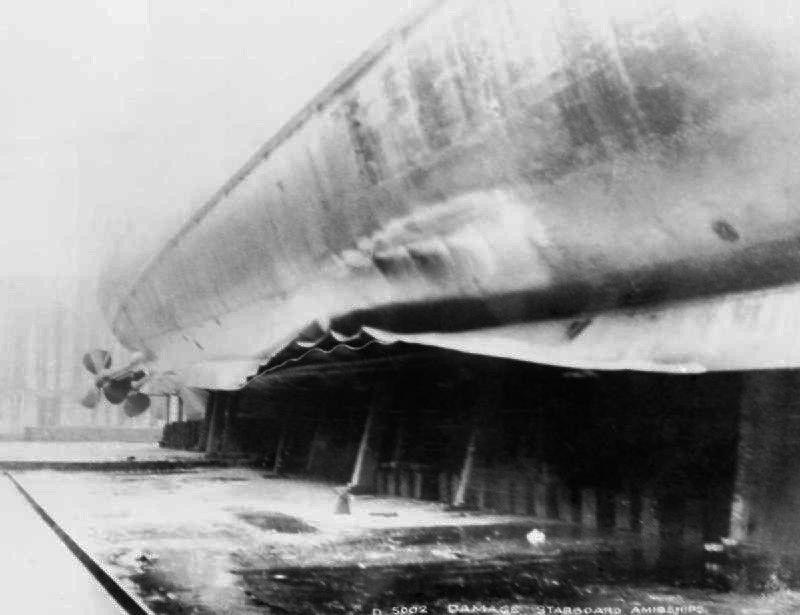
機雷の爆発により艦底が変形した「ベルファスト」。

11月10日、「ベルファスト」は北方での哨戒任務を解かれ、第2巡洋艦戦隊に配属された。この戦隊はロサイスを拠点とする独立した打撃部隊を編成することになっていた。11月21日、「ベルファスト」は部隊の最初の行動である砲術演習に参加することになったが、午前10時58分、フォース湾を離れようとした際に磁気機雷に触れた。機雷は「ベルファスト」の竜骨を破損させ、機関室とボイラー室の1つを破壊した。将兵20名が爆発による負傷で病院送りとなり、さらに26名が軽傷を負った。負傷者の一人であったヘンリー・スタントン二等塗装手は爆発の衝撃で甲板裏に叩きつけられ、病院で治療を受けたものの頭部外傷により死亡した。曳船「クローマン」は砲術演習のために標的を曳航していたが、「ベルファスト」の触雷を知ると標的を解放し、代わりに応急修理のため「ベルファスト」をロサイスまで曳航した。
「ベルファスト」の損傷に関する初期評価では、爆発は艦体に直接的な損傷をほとんど与えず、ボイラー室の真下に小さな穴を開けただけだったが、実際には爆発の衝撃で激しい反り、機械の損壊、甲板の変形が発生し、竜骨が3インチ (76 mm)ホグ（上向きに屈曲）していた。1940年1月4日、「ベルファスト」は大規模修理のため退役した。ロサイス造船所の管轄下に置かれ、乗員は他の艦艇に分散させられて異動となった。6月28日までには、デヴォンポートへ向かうのに十分な修理を受け、6月30日にH・W・パーキンソン少佐の指揮下で到着した。
修理中、変形した「ベルファスト」の艦体を真っ直ぐに矯正し、再構築し、強化する作業が行われた。主装甲帯も延長され厚くなった。対空兵装は新型の2ポンドポンポン砲に更新されたほか、ヴィッカース12.7ミリ四連装機銃2基もエリコン20ミリ機銃18門（連装5基・単装8基）に変えられた。「ベルファスト」はまた、主砲、副砲、対空砲用の新しい火器管制レーダーも受領した。1942年11月のレーダー装備においては、主砲を管制する284型1基と283型4基、副砲用の285型3基、2ポンド対空砲用の282型2基が含まれた。また、273型汎用水上警戒レーダー、敵味方識別（IFF）用の251型と252型、対空警戒用の281型と242型も受領した。1942年の電子機器装備では、270型音響測深機も含まれていた。改装に伴う重量増加で「ベルファスト」の重心が上昇したことに対応し、安定性改善と縦方向の強度を確保するために艦体中央部にバルジが追加された。改装により、全幅は69 ft (21 m)、喫水は前方で19 ft (5.8 m)、後方で20 ft 2 in (6.15 m)、排水量は11,550ロングトン (11,740 t)にそれぞれ増加した。

### 北極海

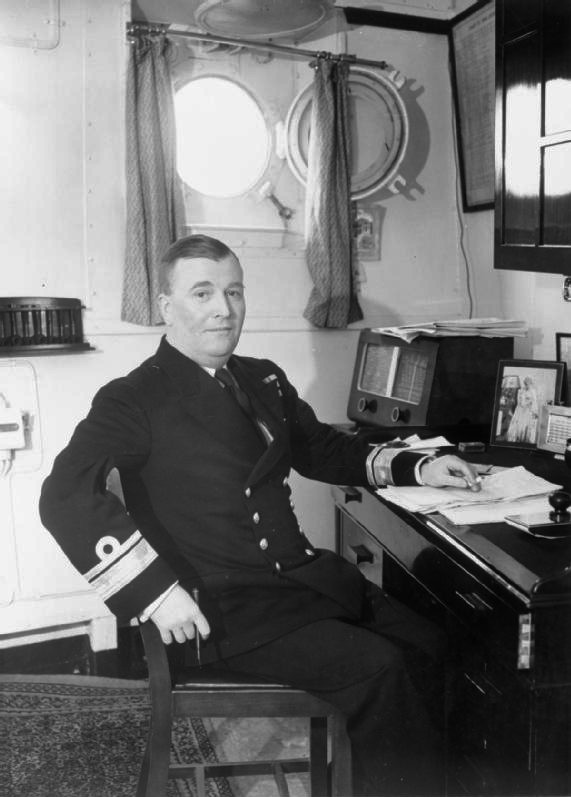
「ベルファスト」の提督室におけるバーネット中将。

「ベルファスト」は1942年11月3日にデヴォンポートにおいて、フレデリック・パーハム大佐の指揮下で再就役した。本国艦隊に復帰すると、ベルファストは第10巡洋艦戦隊旗艦となり、以前は本国艦隊の駆逐艦戦隊を指揮していたロバート・バーネット中将が将旗を掲げた。戦隊は、北極海を行く船団をソ連まで護衛するという危険な任務を担当し、スカパ・フローとアイスランドの基地から活動した。レーダーを装備したことにより、「ベルファスト」が空から監視する重要性が減ったため、1943年6月にウォーラス水上機は艦から降ろされた。「ベルファスト」は1943年を船団護衛と封鎖哨戒任務で過ごした。「ベルファスト」は、同年10月5日から6日にかけて、アメリカ海軍空母「レンジャー」によるノルウェー北部ボードー近海のドイツ船舶に対する空襲作戦（リーダー作戦）で援護部隊の一部を形成した。
1943年12月26日、「ベルファスト」は北岬沖海戦に参加した。北極圏の極夜の中で行われたこの戦闘には、イギリス海軍の2つの強力な部隊が関与していた。第1部隊は重巡洋艦「ノーフォーク」（8インチ砲装備）、軽巡洋艦「シェフィールド」及び「ベルファスト」（第10巡洋艦戦隊）と駆逐艦3隻から成り、第2部隊は戦艦「デューク・オブ・ヨーク」、軽巡洋艦「ジャマイカ」及び駆逐艦4隻で構成されていた。本国艦隊司令長官ブルース・フレーザーは、ドイツ戦艦「シャルンホルスト」がノルウェーの基地から出撃し、スコットランドからソ連のムルマンスクに向かうJW55B船団を攻撃することを期待していた。そして狙い通り、1943年12月25日のクリスマスの日に「シャルンホルスト」はノルウェー北部の港を出撃してJW55B船団を攻撃した。23日にムルマンスクを出港した第1部隊は、翌日「シャルンホルスト」と遭遇して船団への攻撃を阻止し、「シャルンホルスト」はイギリス巡洋艦による損傷を受けて撤退を余儀なくされた。「シャルンホルスト」は正午に再び攻撃を仕掛けたが、今度は第2部隊に迎撃され沈没した。その過程において、「ベルファスト」は戦闘で重要な役割を果たした。第10巡洋艦戦隊旗艦として、「シャルンホルスト」と最初に遭遇した艦の1隻となり、艦隊の船団防衛を指揮したのである。「シャルンホルスト」が船団から背を向けた後も、「ベルファスト」座乗のバーネット中将は視程外からレーダーで「シャルンホルスト」を追跡し続け、「デューク・オブ・ヨーク」による迎撃を助けた。

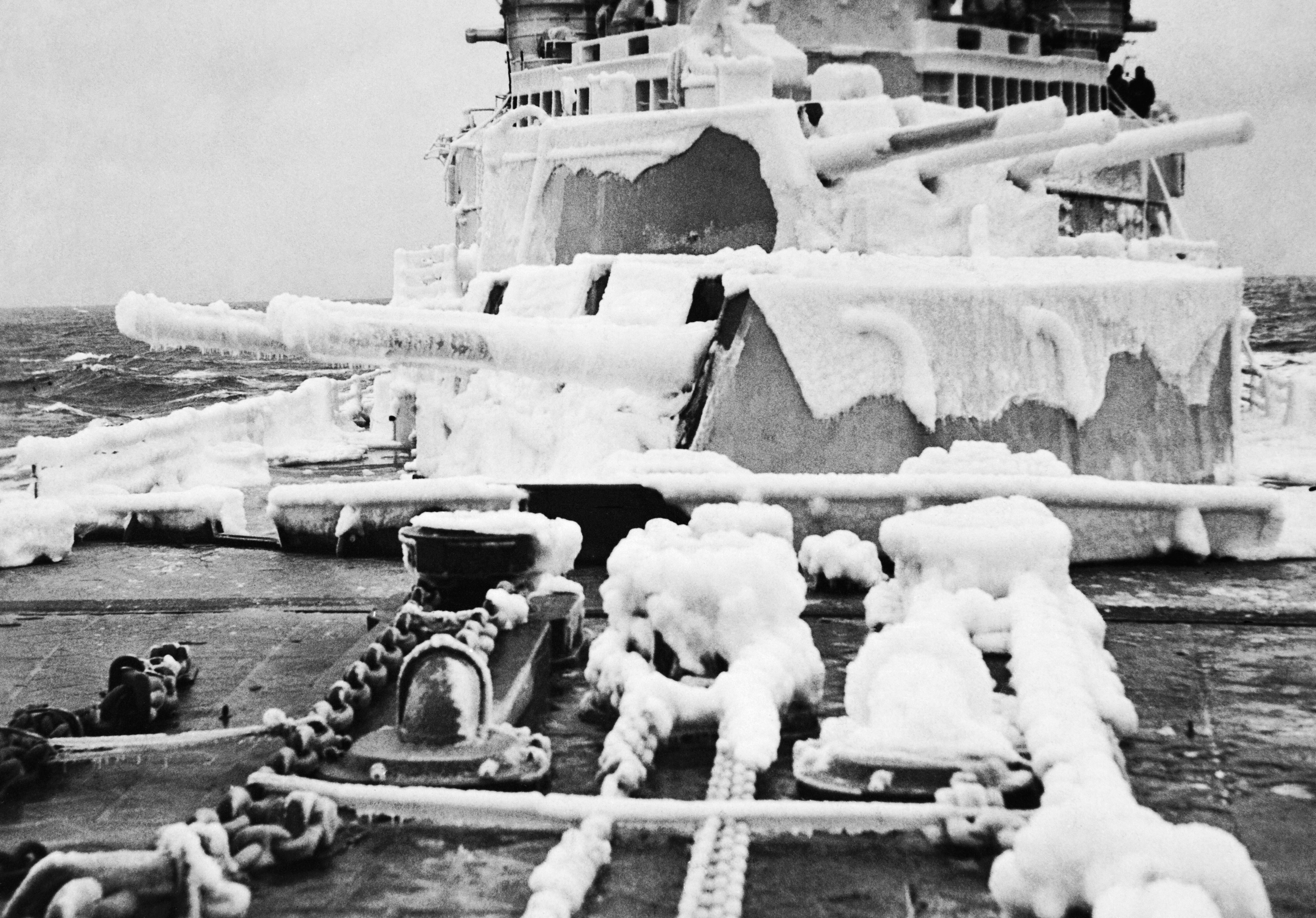
北極海の活動で凍り付いた「ベルファスト」の砲塔。1943年11月撮影。

北岬沖海戦後、「ベルファスト」はコラ湾で燃料補給を行い、イギリス本国に向けて出航した。「ベルファスト」は1944年元旦にスカパ・フローへ到着し、燃料、弾薬、備蓄品を補給した。1月10日にロサイスへ向けて出航し、乗員は休暇を与えられた。1944年2月、「ベルファスト」は北極圏での船団護衛任務を再開し、3月30日、ドイツ戦艦「ティルピッツ」に対する艦隊航空隊による空襲作戦タングステン作戦の援護部隊と共に出航した。ノルウェー北部のアルタフィヨルドに係留された「ティルピッツ」は、ドイツ海軍の最後の主力艦であった。空母「ヴィクトリアス」と「フューリアス」から出撃した42機のフェアリー バラクーダ急降下爆撃機が攻撃隊を構成し、さらに80機の艦上戦闘機に護衛されていた。4月3日に発艦した爆撃隊は、バラクーダ1機の被撃墜と引き換えに14発の命中弾を記録し、「ティルピッツ」を2ヶ月間航行不能にした。「ベルファスト」は4月23日から5月8日までロサイスで小規模な修理を受け、乗員は休暇を与えられた。5月8日に「ベルファスト」はスカパ・フローに帰還し、ノルマンディー侵攻前に本国艦隊を訪問した国王ジョージ6世が乗艦した。

### ノルマンディー

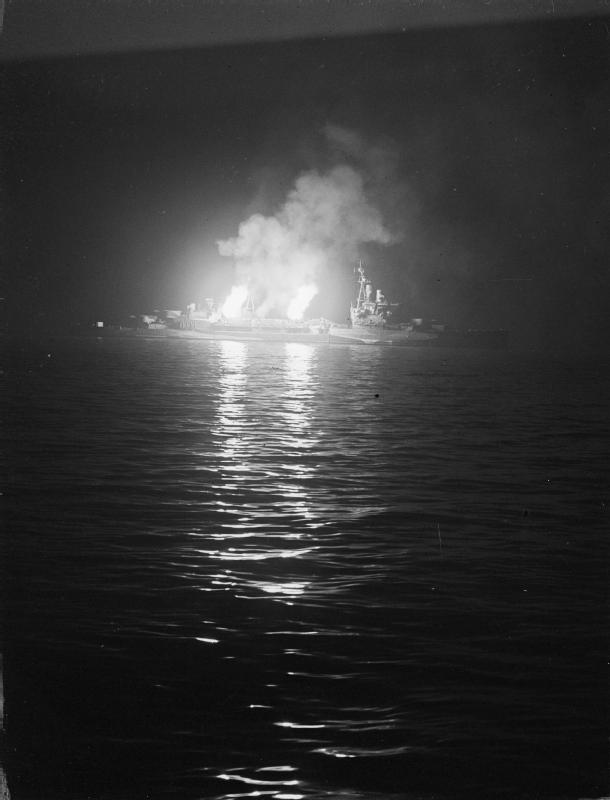
1944年6月27日、ノルマンディー沖合で夜間艦砲射撃を行う「ベルファスト」。

ノルマンディー上陸作戦では、「ベルファスト」はE砲撃部隊指揮官フレデリック・ダーリンプル-ハミルトン少将の旗艦となり、ゴールド・ビーチ及びジュノー・ビーチでイギリス軍とカナダ軍の上陸を支援することになった。6月2日、「ベルファスト」はクライド川を出航し、砲撃地域に向かった。その朝、首相ウィンストン・チャーチルは艦隊と共に海に出て、「ベルファスト」艦上から侵攻を視察する意向を表明していた。これに反対したのが連合国遠征軍最高司令官ドワイト・D・アイゼンハワーと第一海軍卿アンドリュー・カニンガムだった。国王の介入により、結局チャーチルは同行することができなかった。
侵攻は6月5日に開始される予定だったが、悪天候のため24時間延期を余儀なくされた。6月6日午前5時30分、「ベルファスト」はヴェール＝シュル＝メールのドイツ軍砲台へ砲撃を開始し、イギリス陸軍グリーン・ハワーズ第7大隊の歩兵に制圧されるまで砲台を圧倒し続けた。6月12日、「ベルファスト」はジュノー・ビーチから内陸に進撃するカナダ軍を支援し、6月16日にポーツマスへ帰還して弾薬を補給した。2日後に沿岸へ戻り、さらなる砲撃支援を行った。7月6日の夜、「ベルファスト」は停泊中にドイツ海軍のSボートに脅かされた。だが、「ベルファスト」は抜錨し、煙幕に隠れて難を逃れた。
7月8日、チャーンウッド作戦の一環として、モニター艦「ロバーツ」および戦艦「ロドニー」と共にヨーロッパ海域で最後の砲弾を発射した。7月10日にスカパ・フローに向けて出航したが、フランスでの戦闘は内陸部へ移動し、主砲の射程外となった。ノルマンディー沖での5週間の活動で、「ベルファスト」は6インチ主砲弾1,996発を発射した。

### 極東
1944年7月29日、パーハム大佐は「ベルファスト」艦長の座をR・M・ディック大佐に譲った。「ベルファスト」は1945年4月まで極東での対日任務に備えるための改装を行い、熱帯気候に対応した設備の追加や、日本軍の特攻機に対抗するため対空兵装と火器管制装置の更新を実施した。1945年5月までに、「ベルファスト」は2ポンド砲36門（八連装2基・四連装4基・単装4基）とエリコン20ミリ機銃14門を搭載した。最後部の4インチ連装砲2基は取り外され、残りの砲には動力俯仰が導入された。使用されていない格納庫は乗員の居住区に転用され、カタパルトも撤去された。
「ベルファスト」のレーダーに関しては、273型に代わる対水上レーダーとして277型が装備された。281型対空警戒レーダーは281B型に更新され、293Q型は近距離対空警戒と水上警戒用に装備された。274型レーダーは主砲の射撃管制用に装備された。1945年6月17日、ヨーロッパでの戦争が終わると、「ベルファスト」はジブラルタル、マルタ、アレクサンドリア、ポートサイド、アデン、コロンボ、シドニーを経由して極東に向けて出航した。8月7日にシドニーへ到着するまでに、「ベルファスト」はイギリス太平洋艦隊第2巡洋艦戦隊の旗艦となっていた。シドニー滞在中、「ベルファスト」は再び短期間の改装を行い、近距離対空火力を5門のボフォース40ミリ機関砲で補った。「ベルファスト」はダウンフォール作戦（日本本土上陸）に参加する予定だったが、1945年8月15日の日本の降伏によって実現することはなかった。

### 終戦後

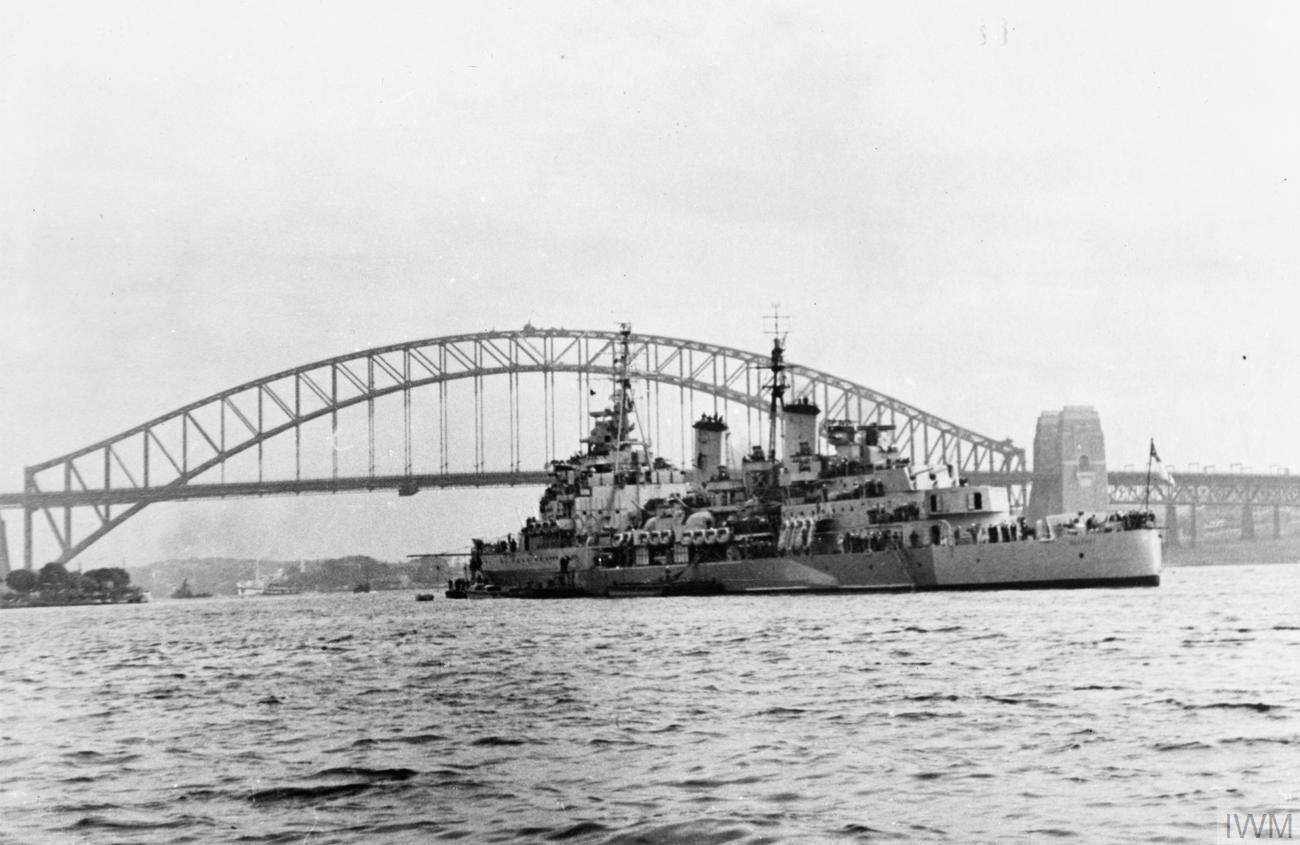
シドニー港に停泊する「ベルファスト」。1945年8月。

終戦後も「ベルファスト」は極東に留まり、日本、中国、マラヤへ巡航を行う。その後、1947年8月20日にポーツマスに向けて出航した。ポーツマスで予備役に編入されて大規模改修を受け、その間にタービンは分解整備された。また、2ポンド単装砲2門に替えてボフォース単装砲2門を装備した。改修を終えた「ベルファスト」は1948年9月22日に再就役し、10月20日に故郷のベルファストを訪問した。翌10月21日、「ベルファスト」の乗員はトラファルガー・デイを記念して市内を行進した。翌日、「ベルファスト」はベルファスト市民からの贈り物である銀の船鐘を受け取った。10月23日、極東艦隊に合流するため香港へ向けて出航し、12月下旬に到着した。
1949年までに中国の政治状況は不安定になり、国共内戦は終結に向かっていた。1949年4月にイギリス海軍スループ「アメジスト」が中国人民解放軍によって揚子江で抑留されたアメジスト号事件の際、「ベルファスト」は第5巡洋艦戦隊旗艦として極東艦隊の司令部艦を務めた。「ベルファスト」は1949年の間香港に留まり、1950年1月18日にシンガポールへ向けて出航した。1950年1月から3月にかけて小規模改装を行い、6月に極東艦隊の夏季巡航に参加した。6月25日、「ベルファスト」が日本の函館市を訪れていた際に北朝鮮軍が38度線を越え、朝鮮戦争が勃発した。

### 朝鮮戦争

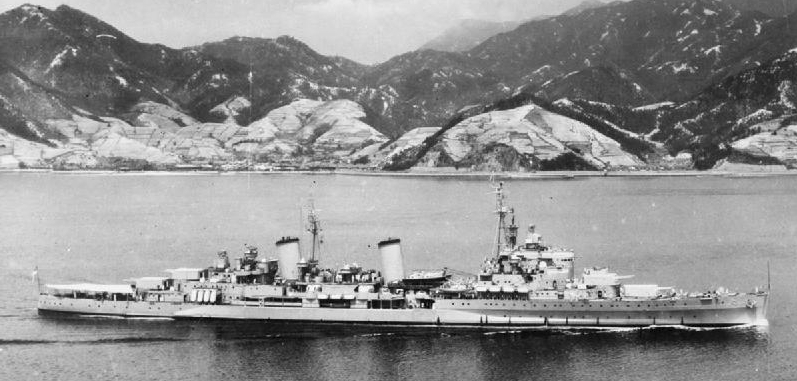
1950年5月16日、広島県呉市沖を航行中の「ベルファスト」。

朝鮮戦争勃発を受け、「ベルファスト」は国連軍艦隊の一部となった。1952年（昭和27年）6月、「ベルファスト」は神戸港に寄港した。6月28日から29日、本艦乗員の水兵2名が上陸中にタクシー強盗を行い、日本の神戸警察に逮捕された。同年4月28日に日本国との平和条約が発効したばかりだったので、注目を集めた。神戸地方裁判所で懲役2年半の判決が下る。するとチャーチル政権下のアンソニー・イーデン外務大臣が松本俊一駐英大使を呼び出して抗議するなど、吉田内閣は難しい立場に置かれた。日英関係の悪化も懸念された。大阪高等裁判所の控訴審では英兵有利に裁判が進み、11月5日に懲役2年半（執行猶予3年）が言い渡され、水兵はイギリス側に引き渡された。
「ベルファスト」は当初、アメリカ海軍第77任務部隊の一部であったが、1950年7月5日に独立して活動するため分離された。1950年7月から8月初旬にかけて「ベルファスト」は沿岸哨戒を行い、長崎県佐世保を拠点とした。7月19日から「ベルファスト」は、軽巡洋艦「ジュノー」と共に盈徳周辺で戦う部隊を支援した。その日、「ベルファスト」は6インチ主砲から計350発の正確な砲撃を行い、アメリカ海軍の提督から「直撃艦」（straight-shooting ship）と賞賛された。8月6日、短期間の（しかし必要な）修理のため本国に帰還した後、その後再び極東へ向けて出航し、1951年1月31日に佐世保に到着した。
1951年、「ベルファスト」は多数の沿岸哨戒を行い、様々な目標を砲撃した。6月1日にシンガポールへ到着後修理を行い、8月31日に哨戒任務に復帰した。1951年9月、「ベルファスト」は墜落したMiG-15ジェット戦闘機を回収するサルベージ作戦で対空援護を提供した。その後も砲撃と哨戒を続け、1ヶ月の休暇を挟んで12月23日に活動へ復帰した。
1952年、「ベルファスト」は沿岸哨戒任務を継続した。1952年7月29日、「ベルファスト」はウォルサリ島で砲兵隊と交戦中に敵砲火を浴びた。75ミリ砲弾が前部区画に命中し、ハンモックの中にいた中国出身のイギリス人水兵が死亡し、他の中国人乗員4名が負傷した。「ベルファスト」が朝鮮半島の活動で敵砲火を浴びたのはこの時だけだった。1952年9月27日、「ベルファスト」は他の2隻のタウン級軽巡洋艦、すなわち「バーミンガム」と「ニューカッスル」に付き添われながらイギリスに帰還した。朝鮮戦争で「ベルファスト」は80,000マイル (130,000 km)以上を航行し、その6インチ主砲から8,000発以上の砲弾を発射した。1952年11月4日にチャタムで解役され、12月1日にデヴォンポートで予備役に編入された。

### 戦後の改装
予備役となった「ベルファスト」の将来は不確かなものであった。戦後の防衛費削減により、人的資源を大量に消費する巡洋艦の運用コストは過度に高くなったからである。それでも、1955年3月になってようやく「ベルファスト」の近代化が決定され、工事は1956年1月6日に開始された。延命改装としか記述されていないが、改装に費やされた5,500,000ポンドの費用は、この年月を重ねた大型巡洋艦にとってかなりのものであった。対空火器として、MRS8射撃指揮装置に管制されたMk 5 40ミリ機関砲と4インチ連装高角砲が設置され、4インチ連装高角砲の照準速度と仰角速度は毎秒20度に向上した。さらに、艦の主要部を核兵器・生物兵器・化学兵器（NBC兵器）による攻撃から防護するため、艦橋の大型化・エンクローズ化も行われた。このため2層・5面の上部構造が作られ、外観は根本的に変更された。従来はNBC兵器に対してボイラー室が保護されていなかったため、攻撃下でも運転が継続できるようにボイラー室の機器類が遠隔操作可能となった。最大の変化は、戦後のニーズにより適した、より小規模な乗員のためのより良い居住設備だった。三脚型マストはトラス型マストに置き換えられ、木甲板はクォーターデッキを除く全てが鋼甲板に置き換えられた。改装によって「ベルファスト」の居住性は大幅に向上した。もっとも、内部・外部は他の大戦型巡洋艦からある程度進化してはいたが、本質的にはあくまでも水上戦闘を主眼に置いた「対スヴェルドロフ級」巡洋艦であり、個艦防空の効果範囲は4 km (2.5 mi)までしか延長されなかった。
改装成った「ベルファスト」は1959年5月12日にデヴォンポートで再就役した。近距離対空火器はボフォース40ミリ連装機関砲6基に標準化され、近距離射撃管制についても262型レーダーを搭載した盲目射撃可能な8基の射撃指揮装置に標準化された。1959年当時のレーダー装備には、主砲管制用に対地・対艦目標追尾能力を持つ274型2基、対空・対水上警戒用の277Q型と293Q型、対空警戒用の960M型、対水上警戒用の974型が含まれていた。魚雷発射管は軽量化のため撤去された。対潜戦に対応するため、近代的なパッシブソナーである174型と176型が設置されたほか、静粛性向上のためプロペラシャフトに騒音低減ゴムの緩衝材が取り付けられた。
「ベルファスト」は1959年12月16日にシンガポールへ到着し、1960年の大半を洋上演習に費やし、香港、ボルネオ、インド、セイロン（現スリランカ）、オーストラリア、フィリピン、日本の港に寄港した。1961年1月31日、「ベルファスト」はモーガン・モーガン-ジャイルズ艦長の指揮下で再就役した。最後となった海外任務において、「ベルファスト」は極東での演習に参加し、1961年12月にダルエスサラームで行われたタンガニーカ独立式典ではイギリスの儀仗を務めている。

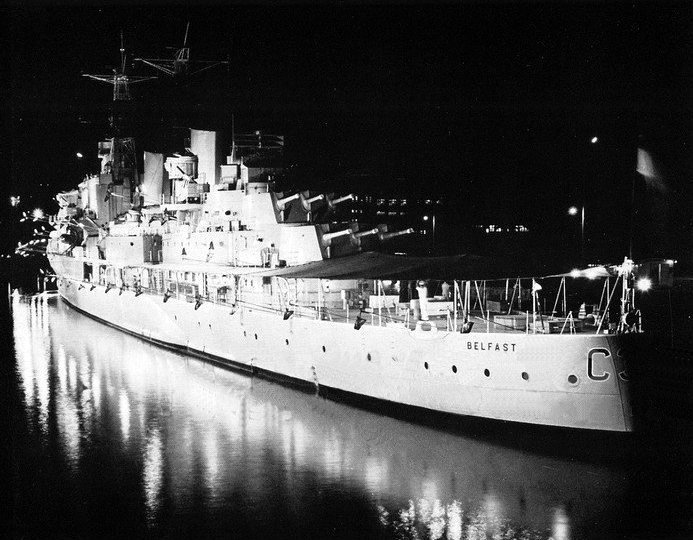
1962年4月、真珠湾に停泊中の「ベルファスト」。

1961年、「ベルファスト」を水陸両用作戦用の「複合ヘリコプター巡洋艦」に改造する計画が立てられた。これは、後部の6インチ主砲塔2基を撤去し、ヘリコプター甲板とウェストランド・ウェセックスヘリコプター4機を収容できる格納庫2基を設置。さらに、4インチ連装高角砲は上陸用舟艇LCA4隻のダビットに置き換える。また、艦のボイラー室2室のうち1室を撤去し、削減した武装の操作要員とともに乗員を削減することで、空いたスペースを輸送する2個歩兵中隊の将校30名・下士官兵230名の兵員居住区とするものだった。しかしながら、1961年12月にこの計画は改造に要する時間が長すぎるとして却下された。
1962年3月26日にシンガポールを出航し、香港、グアム、真珠湾、サンフランシスコ、シアトル、カナダ・ブリティッシュコロンビア州、パナマ、トリニダードを経由しながら東へ向かった。1962年6月19日にポーツマスに帰着した。
同年7月に再就役後、解役前の11月23日から29日までベルファストに寄港し、1963年2月25日に予備役へ編入された。1963年7月、「ベルファスト」に最後の再就役が行われ、イギリス海軍予備員（RNR）の乗員と多くの士官候補生が乗艦し、ヒュー・マーテル予備役海軍少将の将旗を掲げた。8月10日に「ベルファスト」は16隻のRNR掃海艇を伴ってジブラルタルに向けて出航し、地中海で2週間の演習を行った。この活動は後にマーテルの死亡記事において、1958年にイギリス海軍志願予備員（RNVR）との辛辣な統合を経験したRNRにとっての「新しいRNRの信頼とイメージを回復するため多くのことをした」よく判断された工夫であったと見なされた。

### 退役
「ベルファスト」は1963年8月24日にデヴォンポートへ帰還し、1963年12月に予備役編入準備のため短期間の改装を受けた。1966年1月に艦と動力系統の一部が活性化され、フェアラム・クリークに係留された状態で1966年5月から1970年までポーツマスの予備役部隊用宿泊艦として活動した。これは同様の任務に就いていた「シェフィールド」から任務を引き継いだものだった。「ベルファスト」がフェアラム・クリークにいた間、帝国戦争博物館は本艦が持つ6インチ主砲塔の保存に興味を持つようになった。この砲塔は、軽巡洋艦の多くの艦級（そして当時既に退役していた）を象徴し、博物館に所蔵されている2門の15インチ砲を補完するものだと考えられた。
1967年4月14日、博物館のスタッフは、当時フェアラム・クリークに係留されていたクラウン・コロニー級軽巡洋艦「ガンビア」を訪問した。この訪問の後、砲塔だけでなく艦全体を保存できる可能性が持ち上がった。「ガンビア」は既に状態が非常に悪かったため、他に残されていた軽巡洋艦、すなわち「ベルファスト」を救う可能性に注目が集まった。帝国戦争博物館、国立海事博物館、国防省は合同委員会を設立し、1968年6月にこの計画は「実用的かつ経済的である」と報告した。しかし、1971年初頭に大蔵省主計長官は「ベルファスト」の保存を認めない決定を下した。1971年5月4日、「ベルファスト」は解体を待つために「廃棄へ移行」された。

### 保存の試み

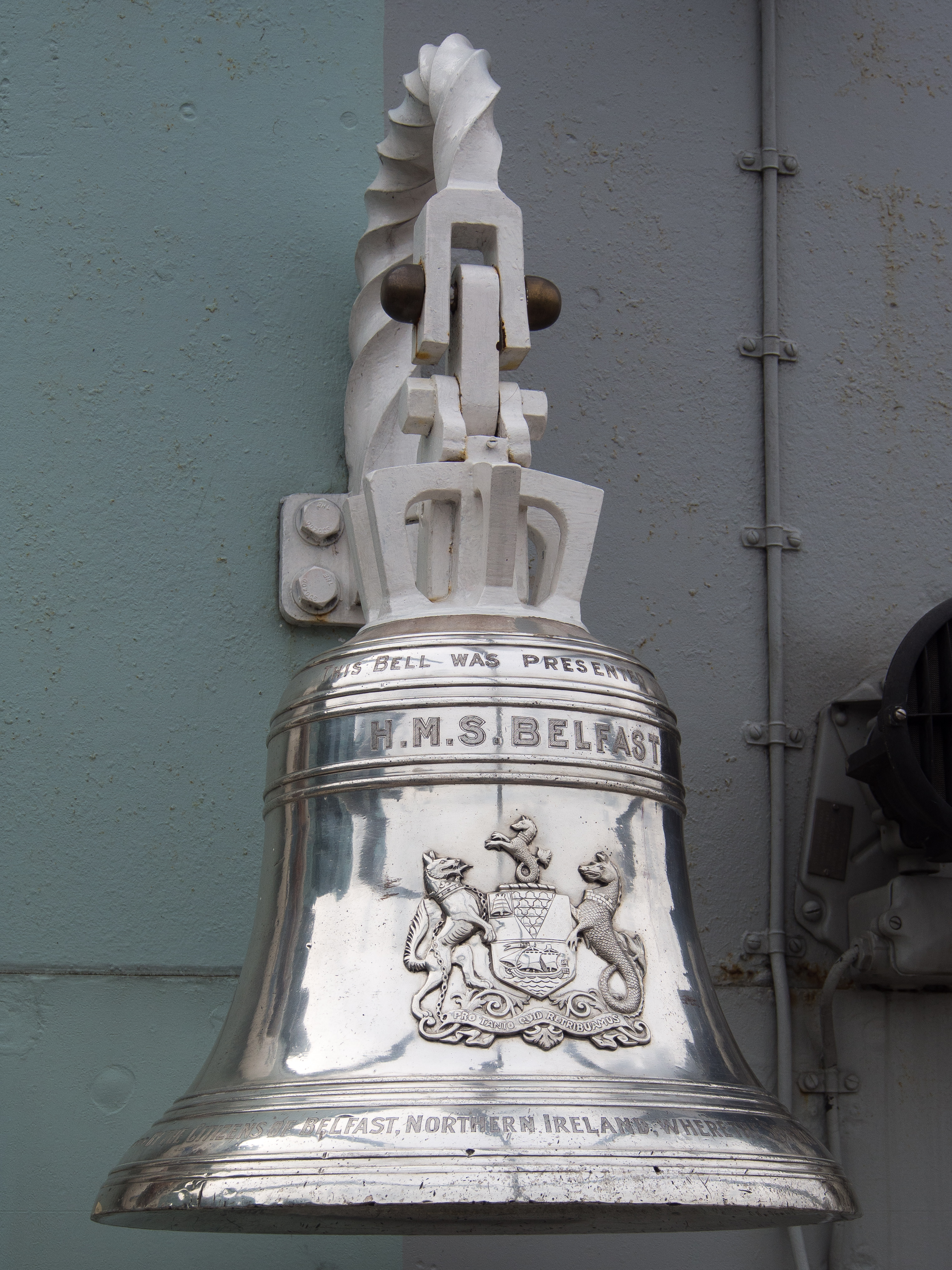
「ベルファスト」に保存されている船鐘。

政府が「ベルファスト」の保存を拒否した後、本艦の保存を求める民間のトラスト団体「HMSベルファスト・トラスト」が結成された。その代表は、1961年1月から1962年7月まで「ベルファスト」の艦長を務めたモーガン・モーガン-ジャイルズ少将だった。ウィンチェスター選出の国会議員として、モーガン-ジャイルズは1971年3月8日に庶民院で演説した。彼は「ベルファスト」を「本当に素晴らしい保存状態」であると表現し、国のために「ベルファスト」を救うことは「最後の機会を掴む問題」を表していると述べた。モーガン-ジャイルズを支持して発言した議員の中には、サンダーランド・サウスの議員ゴードン・バジェがいた。バジェはかつて「ベルファスト」でイギリス海兵隊の砲手を務め、「シャルンホルスト」沈没とノルマンディー上陸作戦の両方に参加した。政府を代表して発言した海軍次官ピーター・カークは、「ベルファスト」は「海軍が過去20年間に保有した中で最も歴史的な艦艇の1隻」であると述べたが、艦の取り外し可能な装備品の撤去は既に中止するには進行し過ぎていたため阻止できなかった。しかし、カークは「ベルファスト」の解体処分に関する決定を延期し、トラストが正式な提案を纏めることには同意した。
トラストの努力に続いて、政府は1971年7月に「ベルファスト」をトラスト関係者へ引き渡すことに同意し、サー・ドナルド・ギブソン中将を初代監督官に任命した。8月に行われた記者会見で、トラストは「ベルファスト」をロンドンに移す計画「シーホース作戦」を発表した。「ベルファスト」は、ポーツマスからティルベリー経由でロンドンまで曳航され、博物館船として整備された。1971年10月15日、タワーブリッジ上流側の停泊地に曳航され、川底に浚渫された巨大な穴に落ち着いた。その後、「ベルファスト」は潮の干満に合わせて艦体を誘導する2基のドルフィンに係留された。
1971年10月21日のトラファルガー・デイに「ベルファスト」は一般公開された。「ベルファスト」は、トラファルガーの海戦でネルソン提督の旗艦であった戦列艦「ヴィクトリー」以来、国のために保存された初の海軍艦艇であったため、この日は重要な意味を持っていた。もはやイギリス海軍の艦籍にはなかったが、「ベルファスト」には艦船接頭辞「HMS」を冠することと、 ホワイト・エンサイン掲揚を続ける特別な許可が与えられた。
博物館となった「ベルファスト」は好評を博し、1972年にはHMSベルファスト・トラストが英国観光局の「カム・トゥ・ブリテン」賞を受賞した。本艦の修復に対する支援は、個人、イギリス海軍、および民間企業からもたらされた。例えば、1973年にワーシップフル・カンパニー・オブ・ベーカーズが、艦内のNAAFI酒保とベーカリーに展示するための模造品のパンを提供した。1974年までに、提督の艦橋や前部ボイラー室、機関室などのエリアが修復された。この年、HMSヴァーノンのチームによって作戦室の改修が行われ、さらに「ベルファスト」のボフォース連装機関砲6基が射撃指揮装置と共に復活した。1975年12月までに「ベルファスト」へ150万人が訪れた。
1976年、「ベルファスト」はイギリス陸軍ロイヤル・アルスター・ライフルズの後継組織であるロイヤル・アイリッシュ・レンジャーズと再提携し、同年に王立海軍アマチュア無線協会が艦橋の無線室を可動状態に復元した。

### 帝国戦争博物館分館として
1977年までに、HMSベルファスト・トラストの財政状態は限界に達し、帝国戦争博物館はトラストを博物館に統合する許可を求めた。1978年1月19日、教育・科学大臣のシャーリー・ウィリアムズが、「ベルファスト」は「我々の歴史と技術の重要な段階を示す類のない実例である」と述べて提案を受け入れた。本艦は1978年3月1日に博物館へ移管され、1976年に買収された旧ダックスフォード飛行場であるダックスフォード帝国戦争博物館に続く分館となった。1998年10月、「HMSベルファスト協会」が結成され、本艦の元乗員らが再会した。帝国戦争博物館のサウンドアーカイブは、元乗員へのオーラル・ヒストリー収集も行っている。
ロンドンに移されて以降、「ベルファスト」は艦の長期保存の一環として乾ドックに2度入渠した。最初は1982年にティルベリーで入渠し、2度目は1999年6月にポーツマスへ曳航された。後者では28年ぶりに海に出たため、海事沿岸警備庁の堪航性証明書が必要だった。ドックにいた間、艦体全体が洗浄され、ブラスト処理と再塗装、艦体ブランキングプレートの検査及び超音波探傷試験が行われた。これらの整備により、2020年まではさらなる乾ドック入りを必要としなくなると予想された。整備完了後、ポーツマスへ曳航中に悪天候のため到着が1日遅れ、その結果、当初予定されていたノルマンディー上陸作戦55周年にあたる1999年6月6日に到着できなかった。
この整備において、「ベルファスト」の艦体と上部構造物は、1942年11月から1944年7月まで施されていたアドミラルティ・ディスラプティブ迷彩タイプ25（Admiralty Disruptive Camouflage Type 25）として知られる特殊な迷彩に塗り替えられた。これについては、第二次世界大戦中の姿を反映した迷彩と、戦後の1956年1月から1959年5月まで行われた改装の結果である現在の姿との時代的な矛盾のために、一部の人々から批判が出た。2006年に文化・メディア・スポーツ省（DCMS）の国定歴史船舶諮問委員会が設立され、「ベルファスト」は国定歴史艦隊の一隻として登録された。

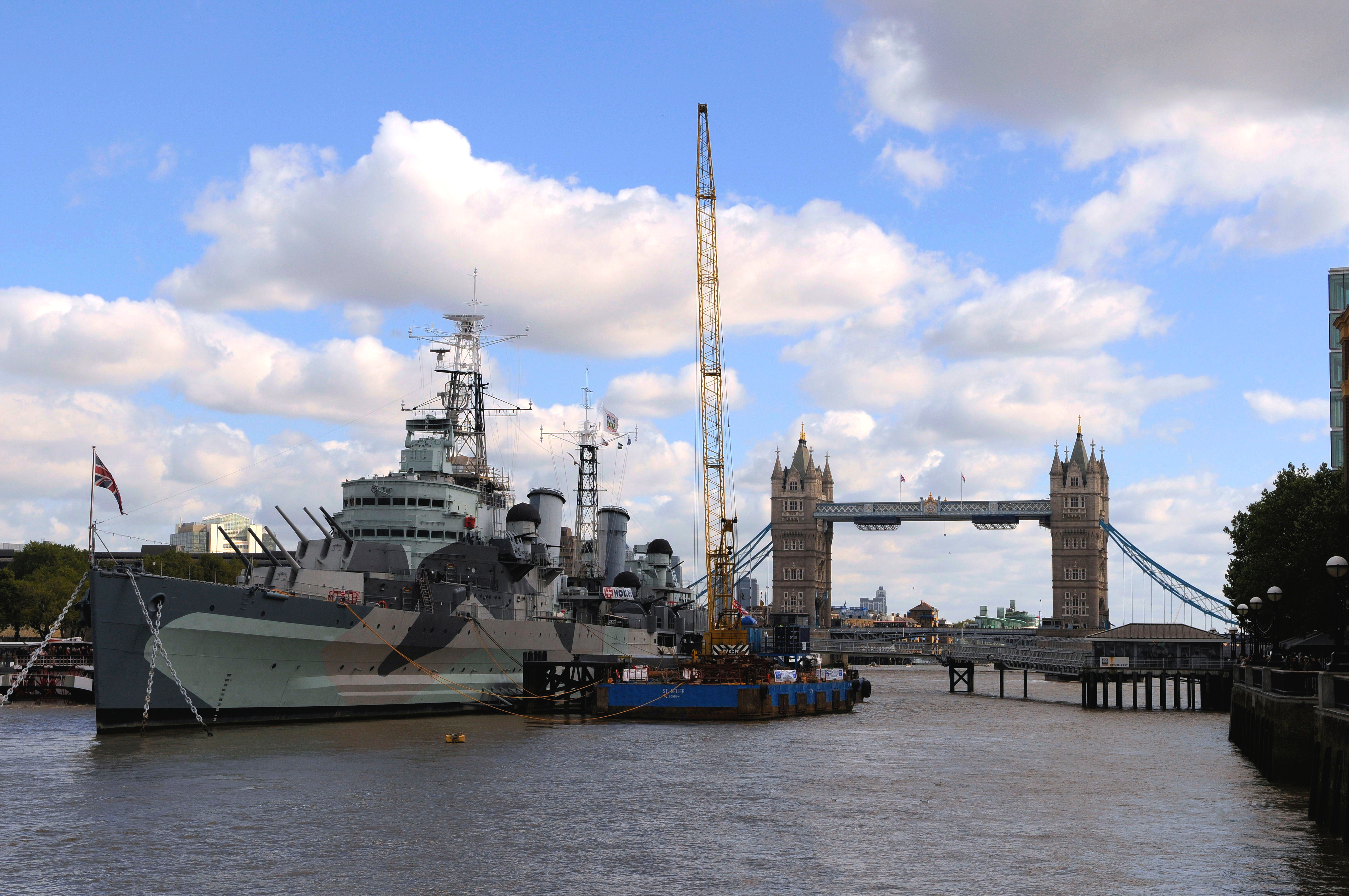
2010年9月、マストの更新作業が行われる「ベルファスト」。

2010年5月9日、「ベルファスト」で第二次世界大戦終結65周年を記念する式典が開催され、かつて北極海を航行した援ソ船団の退役軍人達が出席してロシアのユーリ・フェドートフ大使から勲章を受け取った。さらに式典では、「ベルファスト」の修復の一環として、サンクトペテルブルク近郊のセヴェルナヤ造船所で2基の新たなマストが製作されたことが発表された。このマストの製作は、腐食したオリジナルのそれを置き換えるため多くのロシア企業によって支援され、費用は500,000ポンドだった。修復には、2基のマストを個別に復元できるように両方のマストから継手を取り外すことが含まれていた。その後、古いマストは分割され、新しいマストが建てられた後で元の継手が交換された。2010年10月19日、新しいマストは「ベルファスト」の退役軍人、フィリップ王配、ロシア大使館及び政府関係者が出席した式典で披露された。
2017年、イギリス海軍が計画中である26型フリゲートの3番艦が「ベルファスト」（HMS Belfast, F90）と命名されることが発表された。同時に、帝国戦争博物館は本艦との混同を避けるため、新生「ベルファスト」の進水に合わせて本艦を「HMSベルファスト (1938)」へ改名すると伝えた。
「ベルファスト」が最初に一般公開された時、来館者が見学できたエリアは上甲板と前方の上部構造物に限定されていた。2011年現在では、9層の甲板が一般に公開されている。本艦へのアクセスは、艦のクォーターデッキとテムズ川南岸にある歩行者専用道を繋いでいるギャングウェイを経由する。帝国戦争博物館の「HMSベルファスト」ガイドブックでは、艦を大きく3つの展示区域に分けている。最初の区域「艦上での生活」（Life on board the ship）は、海上での勤務に焦点を当てている。復元されたコンパートメントには軍服を着たマネキン人形が多数配置され、乗員の生活状況や、医務室、ギャレー、洗濯室、礼拝堂、メスデッキ、NAAFI酒保などの艦内の様々な設備を展示している。2002年以降、学校や青少年団体は一晩「ベルファスト」に滞在して、復元された1950年代のメスデッキの寝台で過ごすという体験学習ができた。

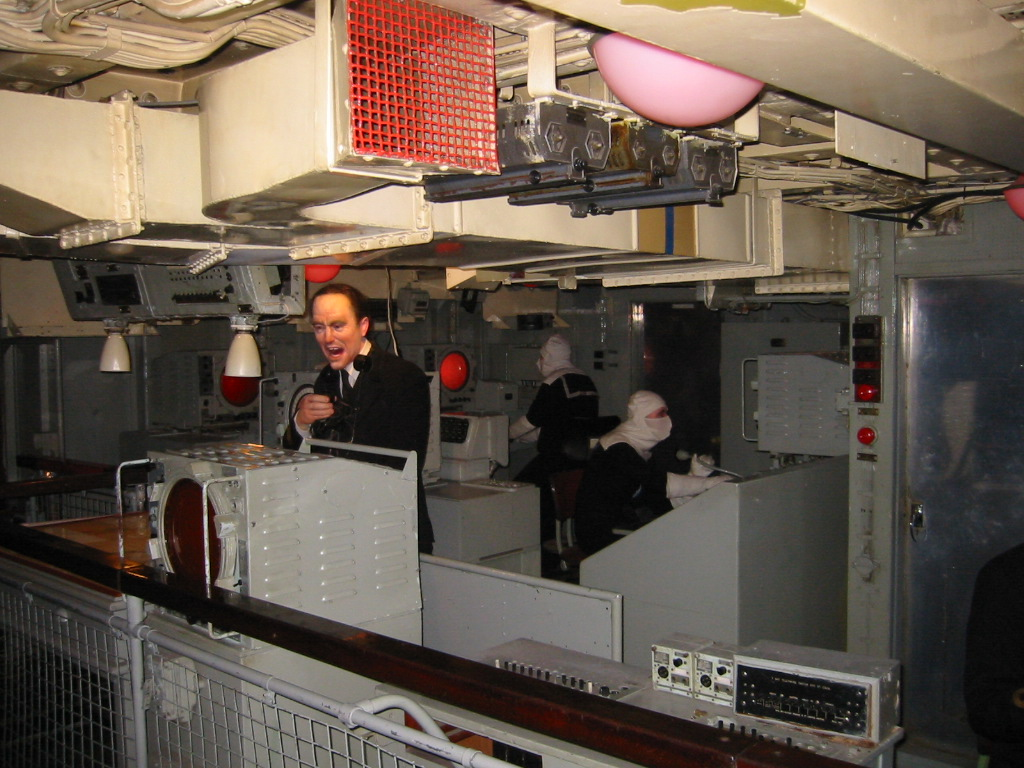
「ベルファスト」の艦内指揮所。

喫水線下、艦の主装甲帯で保護された第2区画「内部構造」（The inner workings）には、中核となる機械、電気、通信システムが含まれている。機関室とボイラー室の他に、発令所（海軍本部式射撃盤、機械式コンピュータを収容）、前部操舵室、「ベルファスト」の6インチ砲弾取扱室と弾薬庫の1つがある。第3区画「戦闘配置」（Action stations）には、艦の武装、火器管制、および指揮設備を備えた上甲板と前方上部構造物が含まれる。一般に公開されているエリアには、作戦室、提督の艦橋、火器管制プラットフォームが含まれる。2011年には、3つの区画のうち2つが再解釈された。作戦室は、1961年に北ボルネオ沖で行われたイギリス・オーストラリア・アメリカの三ヶ国合同演習ポニー・エクスプレス演習当時の姿に復元された。再解釈には、視聴覚的体験が可能なプロッティングテーブルが含まれている。

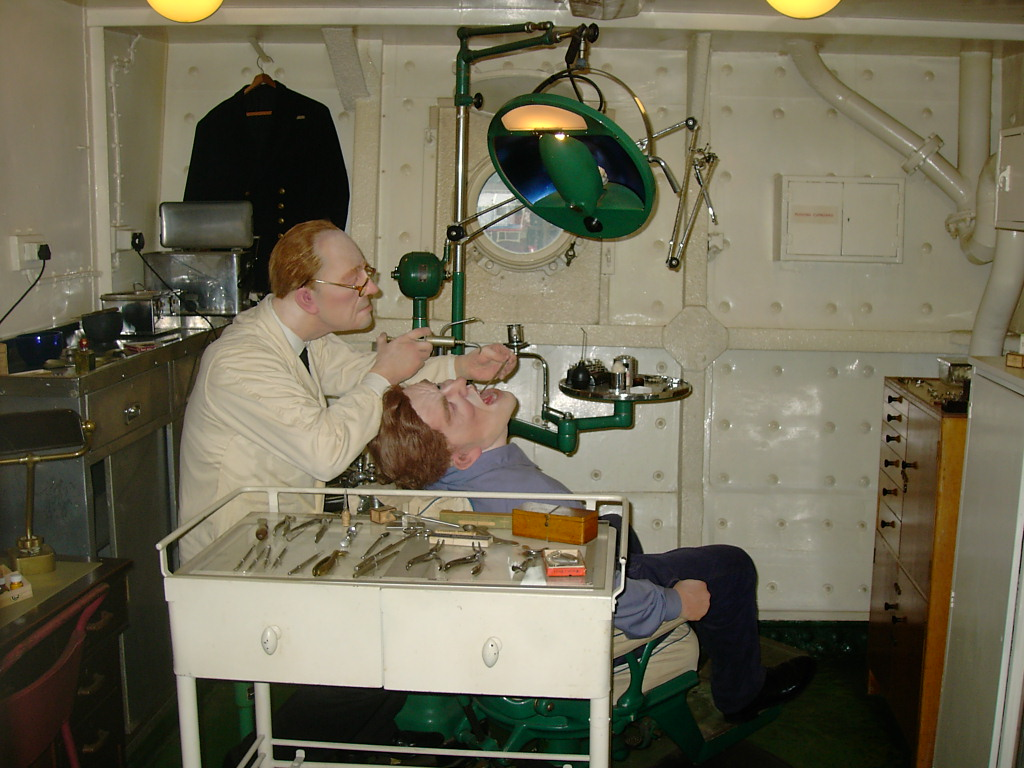
「ベルファスト」の艦内歯科治療室。

2011年7月には、最後部の6インチ主砲塔であるY砲塔内部が、北岬沖海戦での砲手達の経験を呼び起こすために視聴覚効果や臨場効果を用いて再展示された。主砲の射程距離を強調するため、A砲塔とB砲塔の前部6インチ主砲は、約12マイル (19 km)離れたロンドン郊外M1モーターウェイのロンドン・ゲートウェイ・サービスに向けられている。4インチ砲架と揚弾機は正常に機能しており、ウェービー海軍リエナクトグループによる空砲射撃のデモンストレーションで使用されている。来艦者に開放された艦内の様々なエリアに加えて、いくつかの部署は専用の展示スペースとして整備されている。常設展示には「戦争と平和におけるHMSベルファスト」（HMS Belfast in War and Peace）や「海での生活」（Life at Sea）などがある。「ベルファスト」の入館料には、多言語の音声ガイドが含まれている。2012年5月9日、最後部の6インチ主砲塔を用いた1812年 (序曲)の演奏が行われた。

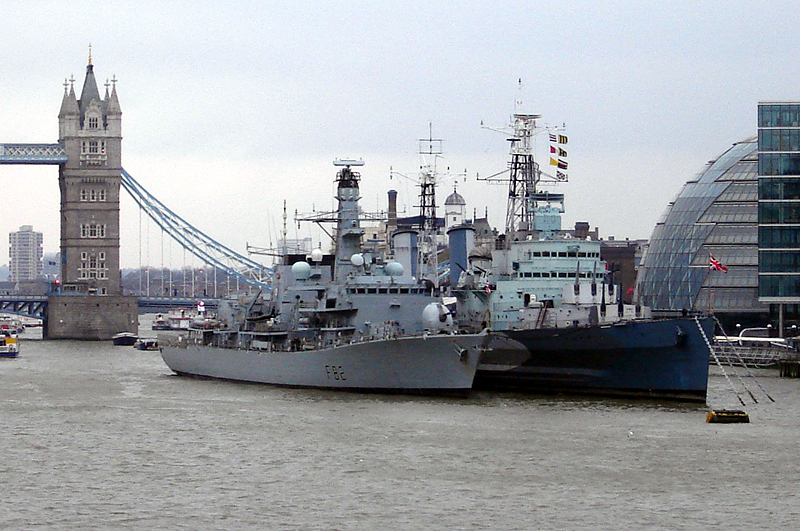
23型フリゲート「サマセット」が「ベルファスト」に接舷。

博物館船以外にも、「ベルファスト」はシティ・オブ・ロンドン海洋少年団の本部としても機能しており、また、ロンドン中心部という一等地にあるため、他の艦船が頻繁に訪れる係留施設としても機能している。2007年10月、「ベルファスト」ではエリザベス2世女王とフィリップ王配臨席の下、トリニティ・ハウスの灯台見回り船「ガラテア」の命名式が行われた。2022年6月22日には、海上自衛隊練習艦隊の練習艦「かしま」が「ベルファスト」に接舷して日英同盟120周年を記念した交流事業を行っている。「かしま」は2016年と2024年にも「ベルファスト」に接舷しており、2024年の訪問では国防担当閣外大臣ヴァーノン・コーカーが防衛協力強化と自衛隊記念日祝賀のために来艦している。

### 2011年の事故
2011年11月29日、「ベルファスト」に繋がるギャングウェイの一部が改修工事中に崩落し、作業員2名が軽傷を負った。事故後、「ベルファスト」は一時的に閉鎖された。後の調査により、ギャングウェイの崩壊事故は、改修作業中に下請業者がギャングウェイの構造体を誤って切断したことにより引き起こされたことが判明した。「ベルファスト」の公開は2012年5月18日に再開された。
事故に伴う閉鎖により、「ベルファスト」の既存の売店と発券所の建物を置き換える新しい2階建パビリオンの建設が遅れることになった。2011年10月に開発許可が下りたこの新たな施設には、1階にカフェ、売店、入場エリア、屋上バーが設けられている。当初計画では2012年夏までに完成する予定だったが遅れ、2013年4月にオープンした。

## 栄典

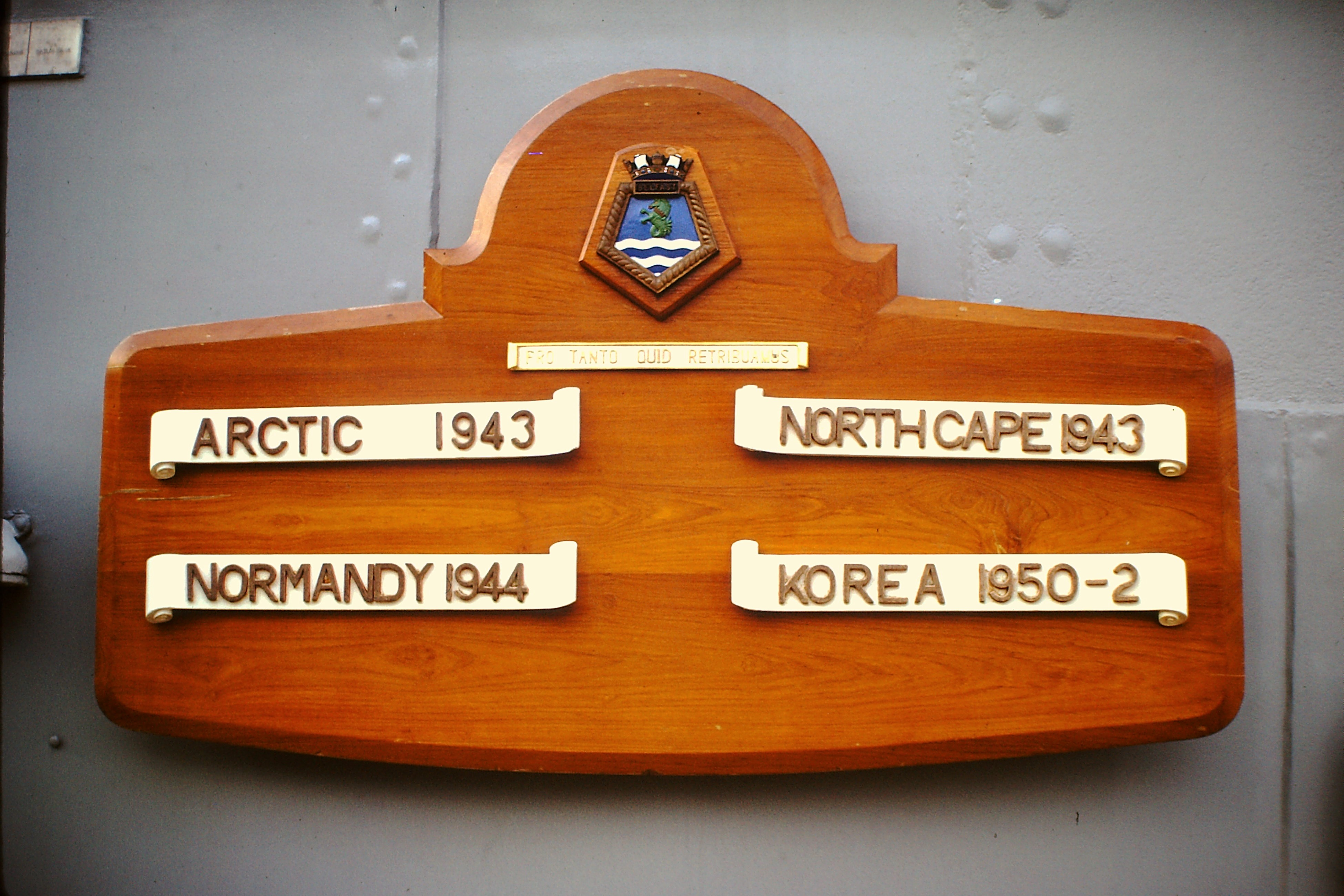
「ベルファスト」艦上に掲げられた戦闘名誉章。

「ベルファスト」は第二次世界大戦の戦功で3個の、朝鮮戦争の戦功で1個の戦闘名誉章(Battle honours)を受章した。
- 「ARCTIC 1943」・ 「NORTH CAPE 1943」・「NORMANDY 1944」・「KOREA 1950-2」